# Грб Јапана
Грб Јапана је званични хералдички симбол државе Јапан. Грб има облик амблема са приказом жуте или наранџасте хризантеме са црним или црвеним ободом или позадином. Централни диск је окружен са 16 латица. Овај грб сме користити само цар Јапана. Остали чланови царске породице користе верзију са 14 латица.